# Pori Bears 2019
Questa voce raccoglie le informazioni riguardanti i Pori Bears nelle competizioni ufficiali della stagione 2019.

## I-divisioona 2019

### Stagione regolare
| Lohja 25 maggio 2019, ore 16:00 1ª giornata | United Newland Crusaders | 14 – 23 (0-0 14-7 0-16 0-0) referto | Pori Bears | Harjun kenttä (100 spett.)\| Arbitro: \| M. Makarainen \| |
| Arbitro:                                    | M. Makarainen            |                                     |            |                                                           |

| Pori 2 giugno 2019, ore 17:00 2ª giornata | Pori Bears | 6 – 39 (0-6 0-7 6-13 0-13) referto | Kotka Eagles | Porin urheilukeskus (204 spett.)\| Arbitro: \| S. Sipi \| |
| Arbitro:                                  | S. Sipi    |                                    |              |                                                           |

| Mikkeli 8 giugno 2019, ore 14:00 3ª giornata | Mikkeli Bouncers | 11 – 25 (6-0 0-7 3-0 2-18) referto | Pori Bears | Urpolan tekonurmi\| Arbitro: \| J. Lehtinen \| |
| Arbitro:                                     | J. Lehtinen      |                                    |            |                                                |

| Helsinki 30 giugno 2019, ore 15:00 5ª giornata | East City Giants | 31 – 53 (6-6 13-13 6-21 6-13) referto | Pori Bears | Myllypuro (150 spett.)\| Arbitro: \| V. Lamminsalo \| |
| Arbitro:                                       | V. Lamminsalo    |                                       |            |                                                       |

| Pori 7 luglio 2019, ore 17:00 6ª giornata | Pori Bears | 53 – 8 (14-0 25-8 14-0 0-0) referto | United Newland Crusaders | Porin urheilukeskus (150 spett.)\| Arbitro: \| Sipi \| |
| Arbitro:                                  | Sipi       |                                     |                          |                                                        |

| Kotka 13 luglio 2019, ore 16:00 7ª giornata | Kotka Eagles | 20 – 3 (0-0 0-3 13-0 7-0) referto | Pori Bears | Puistolan kenttä (100 spett.) |

| Pori 21 luglio 2019, ore 17:00 8ª giornata | Pori Bears    | 47 – 21 (6-7 20-0 14-8 7-6) referto | Mikkeli Bouncers | Porin urheilukeskus\| Arbitro: \| V. Lamminsalo \| |
| Arbitro:                                   | V. Lamminsalo |                                     |                  |                                                    |

| Pori 4 agosto 2019, ore 17:00 10ª giornata | Pori Bears | 38 – 8 (14-0 7-0 10-8 7-0) referto | East City Giants | Porin urheilukeskus (120 spett.)\| Arbitro: \| Sipi \| |
| Arbitro:                                   | Sipi       |                                    |                  |                                                        |

### Playoff
| Pori 10 agosto 2019, ore 14:00 Semifinale | Pori Bears  | 41 – 21 (14-8 14-13 0-0 11-0) referto | Mikkeli Bouncers | Porin urheilukeskus\| Arbitro: \| K. Lahtinen \| |
| Arbitro:                                  | K. Lahtinen |                                       |                  |                                                  |

| Kotka 17 agosto 2019, ore 19:30 Spagettimalja | Kotka Eagles | 30 – 20 (7-0 21-0 14-8 0-0) referto | Pori Bears | Arto Tolsa Areena (650 spett.) |

## Statistiche di squadra
| Competizione      | %Vittorie | In casa | In casa | In casa | In casa | In casa | In casa | In trasferta | In trasferta | In trasferta | In trasferta | In trasferta | In trasferta | Totale | Totale | Totale | Totale | Totale | Totale |
| Competizione      | %Vittorie | G       | V       | N       | P       | Pf      | Ps      | G            | V            | N            | P            | Pf           | Ps           | G      | V      | N      | P      | Pf     | Ps     |
| ----------------- | --------- | ------- | ------- | ------- | ------- | ------- | ------- | ------------ | ------------ | ------------ | ------------ | ------------ | ------------ | ------ | ------ | ------ | ------ | ------ | ------ |
| Stagione regolare | .750      | 4       | 3       | 0       | 1       | 144     | 76      | 4            | 3            | 0            | 1            | 104          | 76           | 8      | 6      | 0      | 2      | 248    | 152    |
| Playoff           | .500      | 1       | 1       | 0       | 0       | 41      | 21      | 1            | 0            | 0            | 1            | 20           | 30           | 2      | 1      | 0      | 1      | 61     | 51     |
| Totale            | .700      | 5       | 4       | 0       | 1       | 185     | 97      | 5            | 3            | 0            | 2            | 124          | 106          | 10     | 7      | 0      | 3      | 309    | 203    |